# Courcoué
Courcoué is een gemeente in het Franse departement Indre-et-Loire (regio Centre-Val de Loire) en telt 239 inwoners (1999). De plaats maakt deel uit van het arrondissement Chinon.

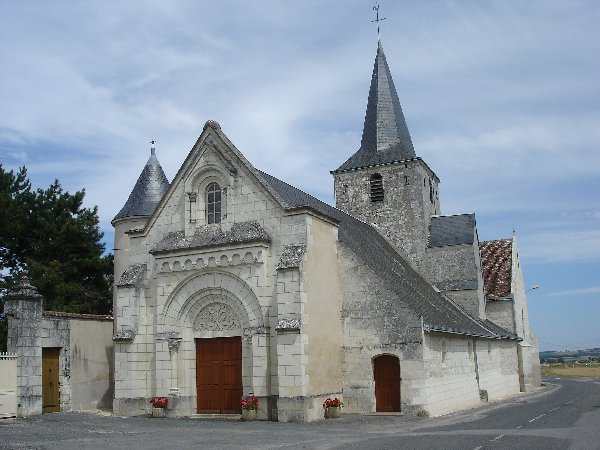
Kerk van Courcoué
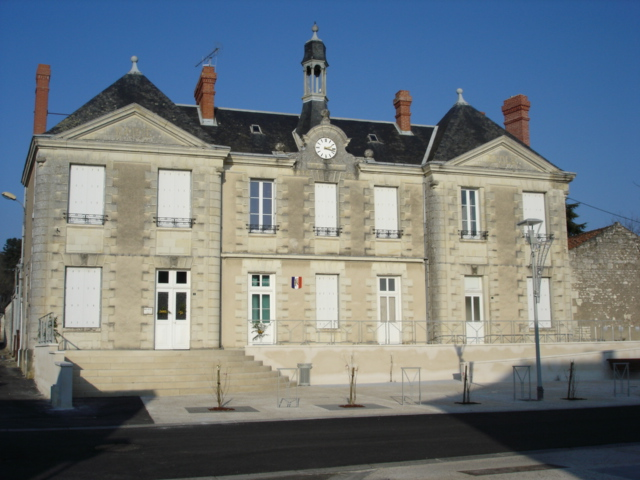
Gemeentehuis

## Geografie
De oppervlakte van Courcoué bedraagt 15,2 km², de bevolkingsdichtheid is 15,7 inwoners per km².
De onderstaande kaart toont de ligging van Courcoué met de belangrijkste infrastructuur en aangrenzende gemeenten.

## Demografie
Onderstaande figuur toont het verloop van het inwonertal (bron: INSEE-tellingen).